# Jakub Miśkowiak
Jakub Miśkowiak (ur. 3 sierpnia 2001 w Rawiczu) – polski żużlowiec.
Czterokrotny mistrz świata juniorów: indywidualny (2021) oraz trzykrotny drużynowy (2020, 2021 i 2022). Czterokrotny drużynowy mistrz Europy juniorów (2017, 2019, 2020, 2021). 
Siostrzeniec Roberta Miśkowiaka, również żużlowca.

## Życiorys
Kuba już od najmłodszych lat miał kontakt z motocyklami. Swego czasu bardzo dobrze radził sobie na motocrossie. Ostatecznie postawił jednak na sport żużlowy i w sezonie 2017 jako zawodnik Wschowskiego Klubu Motocyklowego przebrnął przez egzamin na certyfikat „Ż”. Szybko po tym wydarzeniu trafił do Orła Łódź, gdzie przez ostatnie 2 lata występował w Nice 1. Lidze Żużlowej. W pierwszym roku startów wystartował w trzech pojedynkach i zgromadził na swoim koncie razem z bonusami 19 „oczek”, co dało mu średnią biegopunktową rzędu 1,583. Szybko dostał powołanie do młodzieżowej kadry Polski. W 2017 roku wspólnie z reprezentacją Polski wywalczył na torze w Krośnie złoty medal Drużynowych Mistrzostw Europy Juniorów.
Znacznie więcej okazji do startów miał w sezonie 2018. Wziął bowiem udział we wszystkich spotkaniach swojej drużyny, zdobywając w sumie 81 punktów. Taki rezultat pozwolił osiągnąć mu średnią 1,421 punktu na wyścig.
Zazwyczaj dobrze radził sobie również na SGP Arenie Częstochowa. Często imprezy młodzieżowe na torze przy ulicy Olsztyńskiej kończył przecież z dwucyfrówkami na koncie. Ponadto w sierpniu pod Jasną Górą wywalczył wysokie – ósme miejsce w finale Młodzieżowych Indywidualnych Mistrzostw Polski. Dobrymi startami w 1. lidze zapewnił sobie kontrakt we Włókniarzu Częstochowa na sezon 2019.
W roku 2019 zdobył tytuł Młodzieżowego indywidualnego mistrza Polski na żużlu, Brązowy Kask oraz Drużynowe Mistrzostwo Europy Juniorów z reprezentacją Polski. W debiutanckim sezonie w Ekstralidze wykręcił średnią biegową 0,902 zdobywając z Włókniarzem brązowy medal Drużynowych Mistrzostw Polski.
Sezon 2020 był dla Miśkowiaka znacznie lepszy, jeśli chodzi o rozgrywki ligowe. Osiągnął w nich średnią 1,609 będąc trzecim najskuteczniejszym młodzieżowcem w lidze. Jego drużynie niewiele zabrakło, aby do fazy play-off i ostatecznie skończył sezon na 5. miejscu. Miśkowiak odniósł jednak sukcesy reprezentacyjne, zdobywając z Polską tytuły mistrzów świata oraz Europy. Zadebiutował też w indywidualnych mistrzostwach świata juniorów zajmując w nich 7. miejsce.
Prawdziwy przełom w jego karierze nastąpił w sezonie 2021, w którym okazał się być jednym z najlepszych zawodników całej Ekstraligi (13. średnia - 1,965) w wielu meczach będąc liderem swojej drużyny. Najlepszy wynik, 14 punktów, zanotował w 4. kolejce przeciwko Stali Gorzów oraz w 6. przeciwko Apatorowi Toruń. W 2021 Zadebiutował również w lidze szwedzkiej w barwach Lejonen Speedway. Z młodzieżową reprezentacją bez większych trudności obronił tytuł DMŚJ. Zdobył również tytuł Indywidualnego mistrza świata juniorów po zaciętej rywalizacji z Madsem Hansenem - Polak przypieczętował swój triumf dopiero w finale ostatniej rundy. Ostatecznie w całym cyklu Miśkowiak zdobył 58 punktów, o 4 więcej od wspomnianego Duńczyka. Drugi raz w karierze wywalczył też tytuł Młodzieżowego indywidualnego mistrza Polski. Był rezerwowym reprezentacji Polski podczas Speedway of Nations 2021.
Po zakończonym sezonie został ogłoszony czwartym rezerwowym cyklu Grand Prix 2022. 14 maja jako rezerwowy podczas GP w Warszawie zadebiutował w Grand Prix. Wystąpił w jednym wyścigu, w którym zdobył 1 punkt pokonał późniejszego zwycięzcę, Maxa Fricke. Taki rezultat dał mu 17. miejsce w całych zawodach, w związku z czym nie zdobył punktów do klasyfikacji generalnej.
29 lipca 2022 z reprezentacją Polski zdobył złoto Speedway of Nations 2 (DMŚJ).
Od 2024 roku Jakub reprezentuje Polski klub żużlowy Stal Gorzów.

## Starty w Grand Prix (indywidualnych mistrzostwach świata na żużlu)
Stan na 2 października 2022.

### Punkty w poszczególnych zawodachGrand Prix
| Sezon 2022             |                      |                  |                      |                                 |                                |                     |                   |                      |                   |         |         |         |         |         |         |         |         |         |         |         |        |        |        |        |        |        |        |        |        |        |        |
| GP Chorwacji – Goričan | GP Polski – Warszawa | GP Czech – Praga | GP Niemiec – Teterow | GP Polski – Gorzów Wielkopolski | GP Wielkiej Brytanii – Cardiff | GP Polski – Wrocław | GP Danii – Vojens | GP Szwecji – Målilla | GP Polski – Toruń | miejsce | miejsce | miejsce | miejsce | miejsce | miejsce | miejsce | miejsce | miejsce | miejsce | miejsce | punkty | punkty | punkty | punkty | punkty | punkty | punkty | punkty | punkty | punkty | punkty |
| –                      | 0                    | –                | –                    | –                               | –                              | –                   | –                 | –                    | 4                 | 24      | 24      | 24      | 24      | 24      | 24      | 24      | 24      | 24      | 24      | 24      | 4      | 4      | 4      | 4      | 4      | 4      | 4      | 4      | 4      | 4      | 4      |

| Statystyki        | Statystyki |
| ----------------- | ---------- |
| Starty            | 2          |
| Zwycięstwa        | 0          |
| Miejsca na podium | 0          |
| Finalista         | 0          |
| Punkty            | 4          |

## Starty windywidualnych mistrzostwach świata juniorów
Stan na 30 września 2022.
| Sezon 2020 |         |           |         |         |         |         |         |         |         |         |         |        |        |        |        |        |        |        |        |        |
| Pardubice  | miejsce | miejsce   | miejsce | miejsce | miejsce | miejsce | miejsce | miejsce | miejsce | punkty  | punkty  | punkty | punkty | punkty | punkty | punkty | punkty | punkty |        |        |
| 9          | 7       | 7         | 7       | 7       | 7       | 7       | 7       | 7       | 7       | 9       | 9       | 9      | 9      | 9      | 9      | 9      | 9      | 9      |        |        |
| Sezon 2021 |         |           |         |         |         |         |         |         |         |         |         |        |        |        |        |        |        |        |        |        |
| Stralsund  | Krosno  | Pardubice | miejsce | miejsce | miejsce | miejsce | miejsce | miejsce | miejsce | miejsce | miejsce | punkty | punkty | punkty | punkty | punkty | punkty | punkty | punkty | punkty |
| 18         | 20      | 20        |         |         |         |         |         |         |         |         |         | 58     | 58     | 58     | 58     | 58     | 58     | 58     | 58     | 58     |
| Sezon 2022 |         |           |         |         |         |         |         |         |         |         |         |        |        |        |        |        |        |        |        |        |
| Praga      | Cardiff | Toruń     | miejsce | miejsce | miejsce | miejsce | miejsce | miejsce | miejsce | miejsce | miejsce | punkty | punkty | punkty | punkty | punkty | punkty | punkty | punkty | punkty |
| 10         | 8       | 20        |         |         |         |         |         |         |         |         |         | 38     | 38     | 38     | 38     | 38     | 38     | 38     | 38     | 38     |

| Statystyki        | Statystyki |
| ----------------- | ---------- |
| Starty            | 7          |
| Zwycięstwa        | 3          |
| Miejsca na podium | 4          |
| Finalista         | 4          |
| Punkty            | 105        |